# Mieszkowice
Mieszkowice este un oraș în Polonia.